# Kagi (Insel)
Kagi ist eine zum Nord-Malé-Atoll (Verwaltungsatoll Kaafu) gehörende Insel der Malediven. Sie liegt ca. 8 km nordwestlich von Helengeli und 35 km nordwestlich von Meerufenfushi. Die Insel ist ca. 200 m lang und 200 m breit.
Die Insel diente früher als Fischereistützpunkt. Sie war bis 2019 unbewohnt und gehörte zum Meeru Island Resort, von wo zweimal wöchentlich Touren nach Kagi angeboten wurden. Ab 2020 erfolgte der Umbau der Insel in das 5-Sterne-Resort Kagi Maldives Spa Island, welches wie das Resort auf Meeru zu Crown & Champa Resorts gehört. Die vorher vorhandene natürliche Vegetation wurde dabei weitestgehend zerstört.